# Cantó de Rumans d'Isèra-2
El cantó de Rumans d'Isèra-2 és un cantó francès del departament de la Droma, situat al districte de Valença. Té 13 municipis i el cap és Rumans d'Isèra.

## Municipis
- Châtillon-Saint-Jean
- Crépol
- Génissieux
- Le Chalon
- Miribel
- Montmiral
- Parnans
- Rumans d'Isèra
- Saint-Bonnet-de-Valclérieux
- Saint-Laurent-d'Onay
- Saint-Michel-sur-Savasse
- Saint-Paul-lès-Romans
- Triors

| Data d'elecció                           | Identitat             | Partit | Qualitat |
| ---------------------------------------- | --------------------- | ------ | -------- |
| 1973-1990                                | Etienne-Jean Lapassat | PS     |          |
| 1990-                                    | Gérard Chaumontet     | PS     |          |
| les dades anteriors no són pas conegudes |                       |        |          |